# Цветочницы

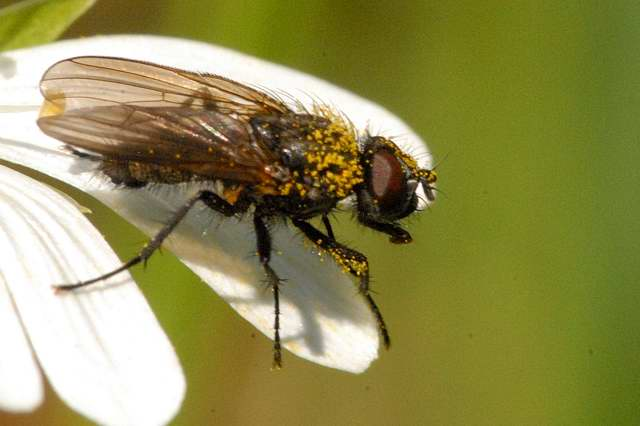
Delia cardui

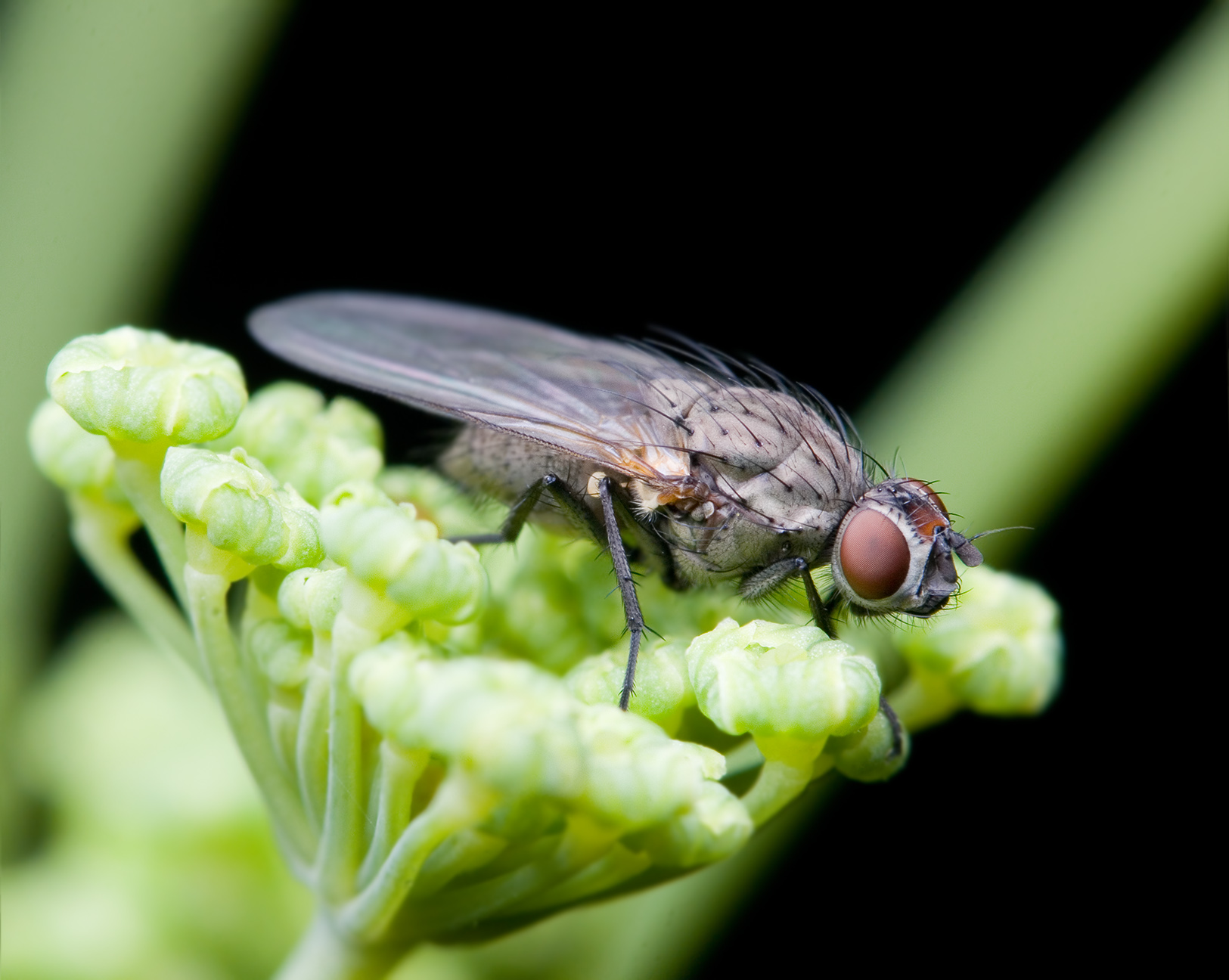
Adia cinerella

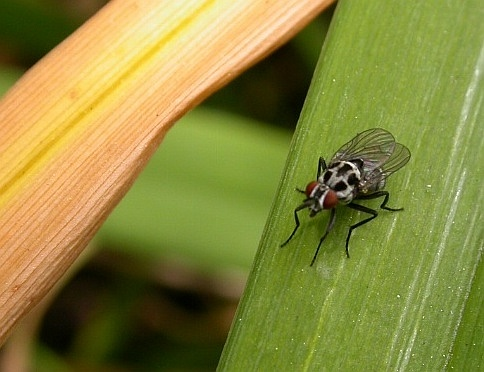
Anthomyia pluvialis

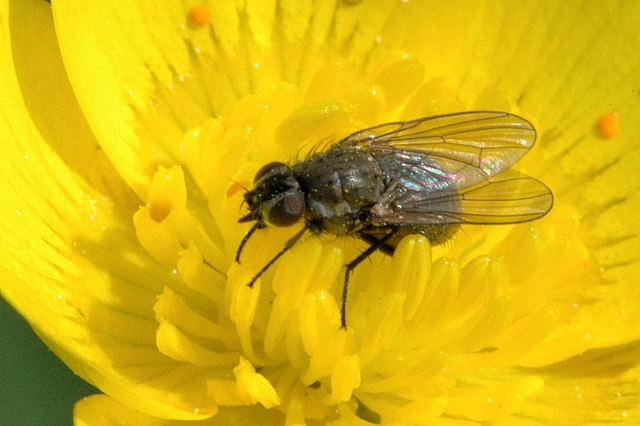
Anthomyiidae

Цветочницы (лат. Anthomyiidae) — семейство двукрылых насекомых из надсемейства настоящих мух (Muscoidea). 

## Описание
Мелкие или среднего размера стройные мухи (2,5—13,5 мм). Личинки развиваются в растениях (могут вредить), разлагающихся органических остатках, есть хищники и паразиты. Мухи встречаются на цветах и листьях различных растений.
Личинки мух рода Anthomyia вызывают миазы и кишечные миазы (A. pluvialis). 

## Палеонтология
Древнейшие цветочницы были найдены в эоценовом балтийском янтаре.

## Классификация
В мировой фауне более 1500 видов, в Палеарктике — около 900, в Неарктике — около 600. Выделяют 2 подсемейства и 5 триб.
- Семейство Anthomyiidae
  - Род Amygdalops Lamb, 1914
  - Подсемейство Anthomyiinae
    - Триба Anthomyiini
      - Род Anthomyia Meigen, 1803 — Цветочные мухи
      - Род Botanophila Lioy, 1864
      - Род Chiastocheta Pokorny, 1889
      - Род Fucellia Robineau-Desvoidy, 1842
      - Род Hylemya Robineau-Desvoidy, 1830
      - Род Hylemyza Schnabl & Dziedzicki, 1911

    - Триба Chirosiini
      - Род Chirosia Róndani, 1856
      - Род Egle Robineau-Desvoidy, 1830
      - Род Lasiomma Stein, 1916
      - Род Strobilomyia Michelsen, 1988

    - Триба Hydrophoriini
      - Род Acridomyia Stackelberg, 1929
      - Род Adia Robineau-Desvoidy, 1830
      - Род Boreophorbia Michelsen, 1987
      - Род Coenosopsia Malloch, 1924
      - Род Delia Robineau-Desvoidy, 1830
      - Род Eustalomyia Kowarz, 1873
      - Род Heterostylodes Hennig, 1967
      - Род Hydrophoria Robineau-Desvoidy, 1830
      - Род Leucophora Robineau-Desvoidy, 1830
      - Род Paregle Schnabl, 1911
      - Род Phorbia Robineau-Desvoidy, 1830
      - Род Subhylemyia Ringdahl, 1933
      - Род Zaphne Robineau-Desvoidy, 1830

  - Подсемейство Pegomyinae
    - Триба Pegomyini
      - Род Alliopsis Schnabl & Dziedzicki, 1911
      - Род Emmesomyia Malloch, 1917
      - Род Eutrichota Kowarz, 1893
      - Род Paradelia Ringdahl, 1933
      - Род Parapegomyia Griffiths, 1984
      - Род Pegomya Robineau-Desvoidy, 1830

    - Триба Myopinini
      - Род Pegoplata Schnabl & Dziedzicki, 1911
      - Род Calythea Schnabl in Schnabl & Dziedzicki, 1911
      - Род Myopina Robineau-Desvoidy, 1830